# Колонна Траяна
Колонна Траяна (лат. Columna Traiana) — колонна на форуме Траяна в Риме, созданная архитектором Аполлодором Дамасским в 113 году н. э. в честь побед Траяна над даками. Триумф императора запечатлён в форме скульптурного декора площади, изображающего дакийцев и военные трофеи, а также в форме рельефов колонны Траяна, повествующих о завоевании Дакии.

## Конструкция
Выполнена из 20 блоков каррарского мрамора, имеет высоту 38 м (вместе с пьедесталом) и диаметр 3,6 м (внизу). Внутри колонна полая: в ней находится винтовая лестница со 185 ступенями, ведущая к площадке на капители. Каждый сегмент весит 32 тонны, а капитель -- 53 тонны. Ствол колонны 23 раза спиралью огибает лента длиной 190 м с рельефами, изображающими эпизоды войны Рима и Дакии. Изначально была увенчана орлом, позже статуей Траяна. В 1588 году вместо неё папа Сикст V установил статую апостола Петра скульпторов Леонардо Сормани и Томазо делла Порта, которая находится на колонне по сей день.
В основании колонны расположена дверь, ведущая к залу, где помещались золотые урны с прахом Траяна и его супруги Помпеи Плотины.
В 1162 году был издан указ о том, что любой, кто повредит колонну Траяна, будет предан смертной казни. Во время оккупации Италии Францией в эпоху наполеоновских войн был проект разобрать её и перевезти в Париж в качестве военного трофея в числе других конфискованных французами культурных ценностей. Так, эмиссар Дону находящийся в Риме, писал одному из членов Директории Ла Ревельеру в марте 1798 года: «Говорят, что вы отказались от мысли перевезти колонну Траяна? По правде сказать, это предприятие обошлось бы нам очень дорого».

## Рельеф

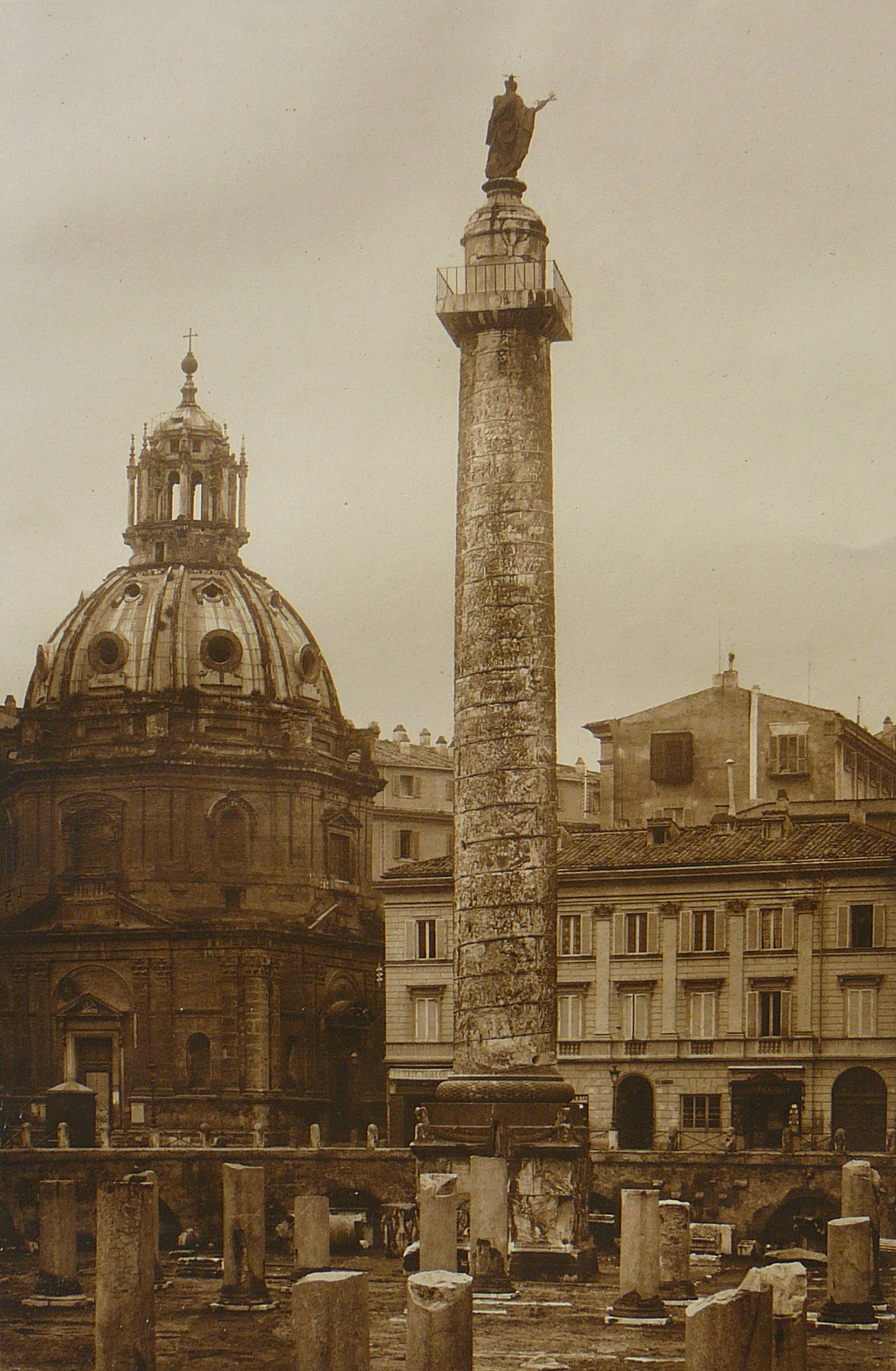
Колонна Траяна в 1896 г.

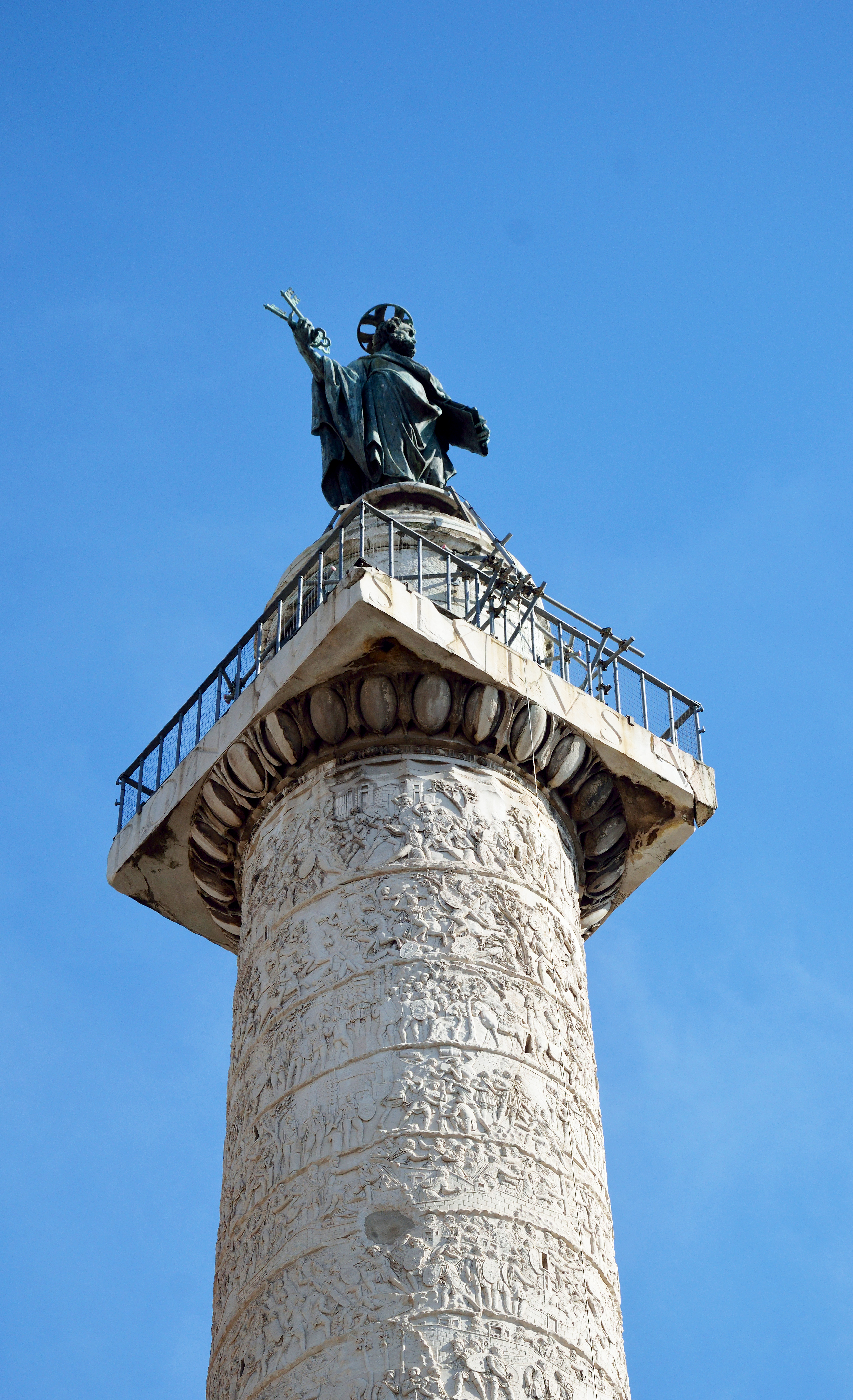
Статуя Св. Петра на вершине колонны (c 1588)

Рельеф повествует о двух войнах Траяна с даками (101—102 и 105—106 годов). Секции, посвящённые войнам, разделены изображением фигуры крылатой Победы, пишущей на щите, окружённом трофеями, имя победителя. Изображаются в основном действия римской армии: передвижение, постройка укреплений, переправы через реки, сражения. Всего на колонне около 2500 человеческих фигур в 155 сценах. Траян появляется на ней 59 раз. Помимо Победы в рельефе присутствуют и иные аллегорические фигуры: Дунай в образе величественного старца, Ночь — женщина с закрытым покрывалом лицом, и другие.
Отдельные фигуры переданы весьма реалистично, так что рельеф колонны служит ценным источником для изучения оружия, доспехов, костюмов — как римлян, так и даков того времени. Перспективой же скульпторы сознательно пожертвовали для достижения большей информативности. Детали пейзажа, крепостные стены даны вне масштаба. Близкие и дальние человеческие фигуры имеют одинаковую чёткость и размеры, и расположены одна над другой.

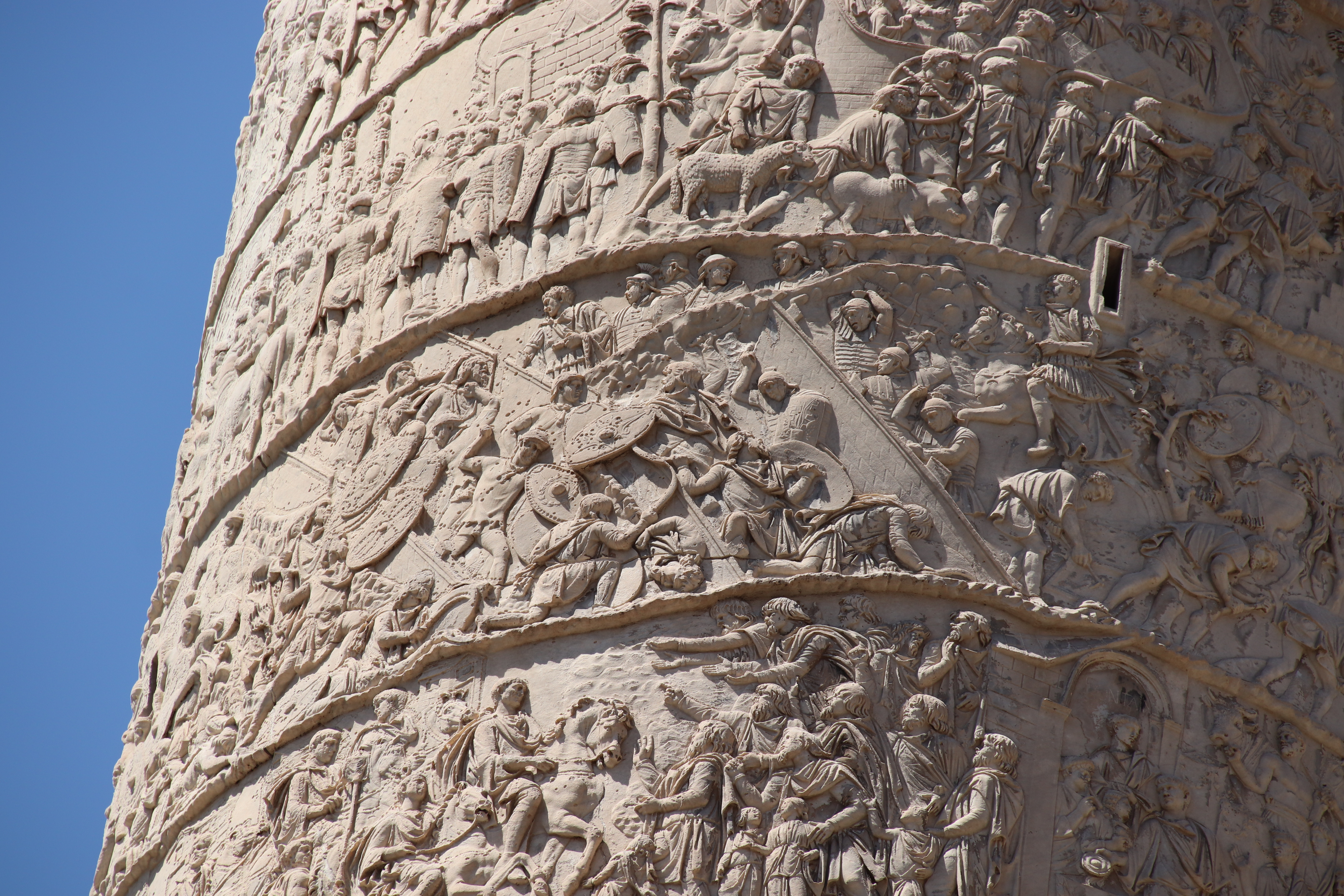
Общий вид барельефов
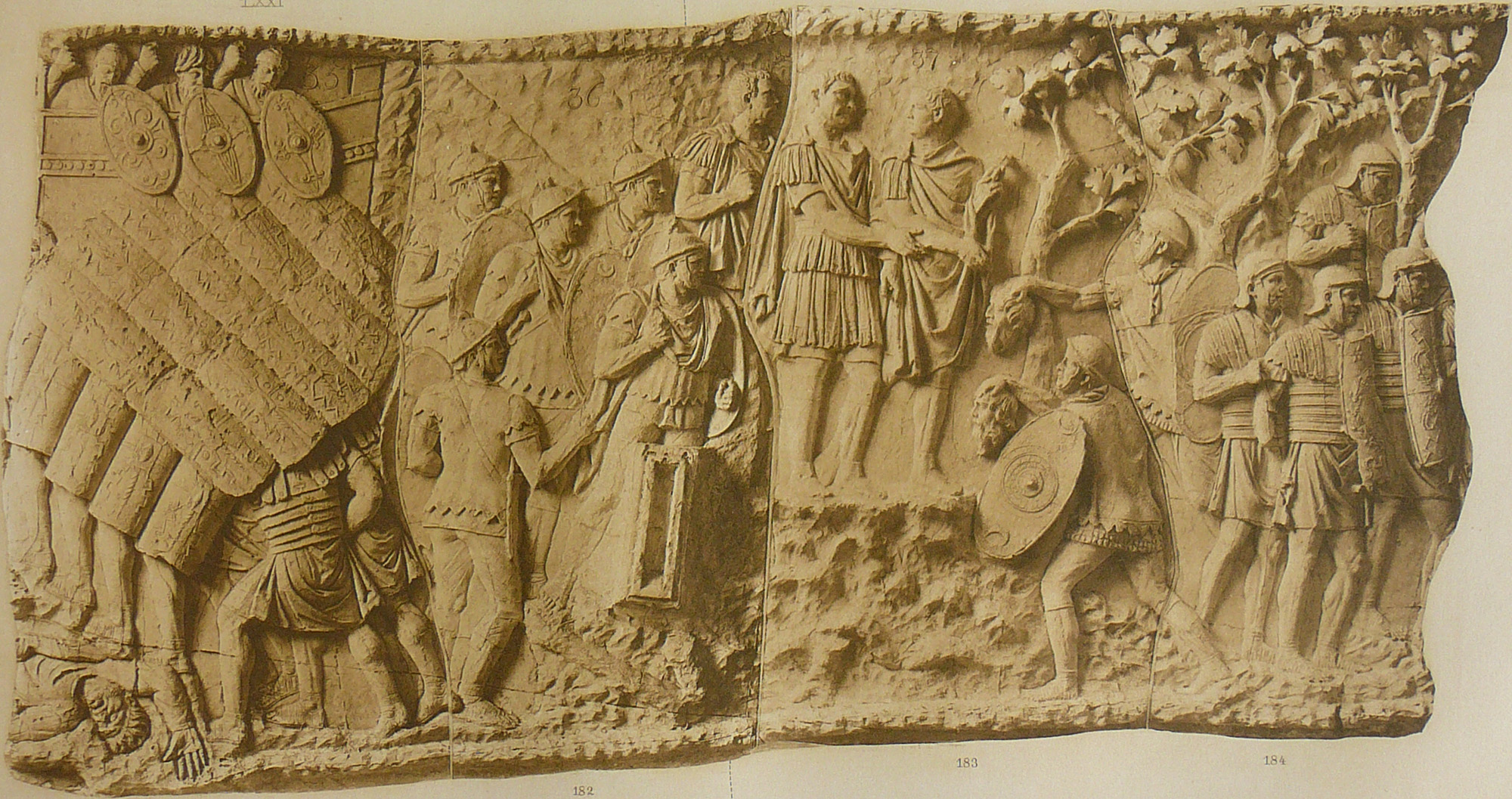
Римские легионеры в построении «черепаха»
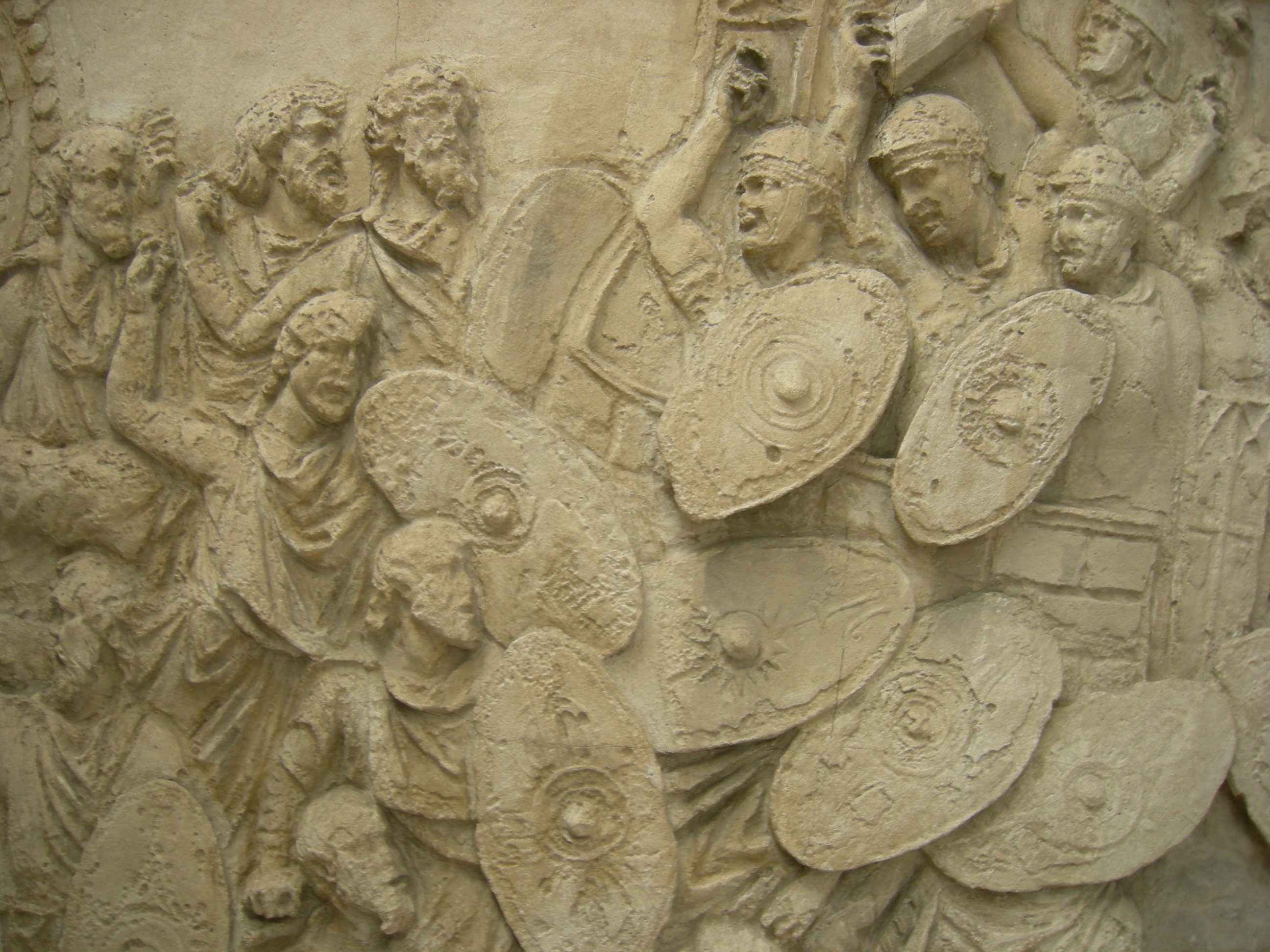
Битва с даками
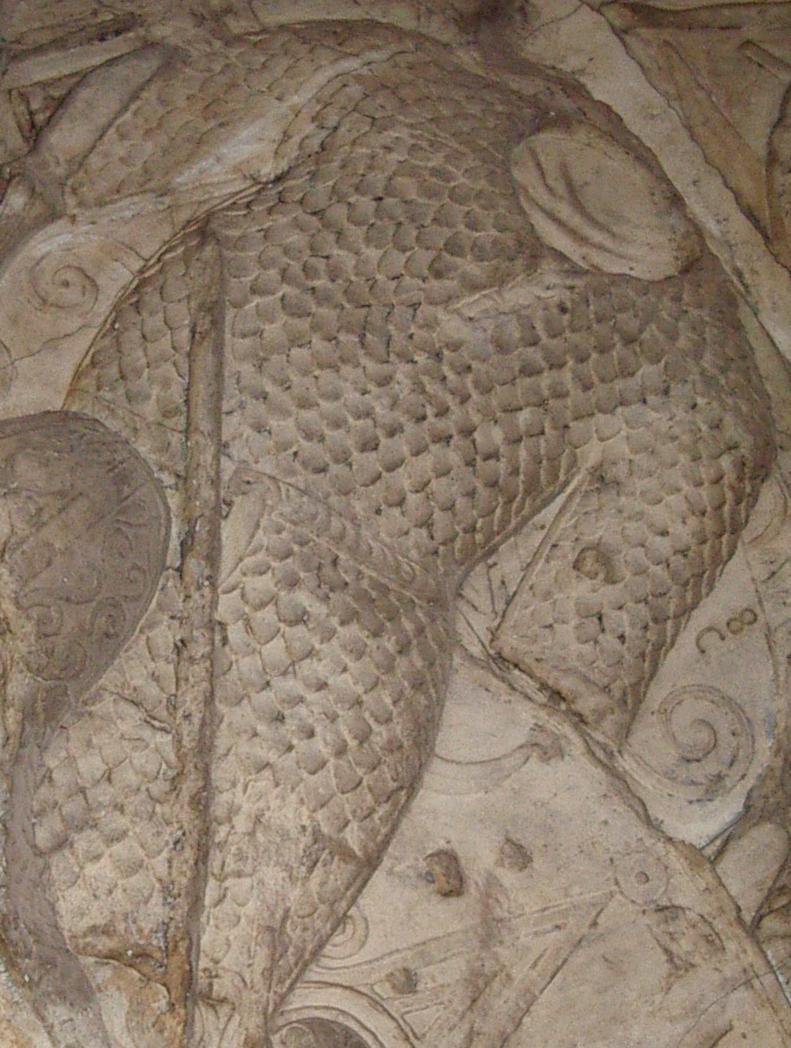
Чешуйчатая броня даков
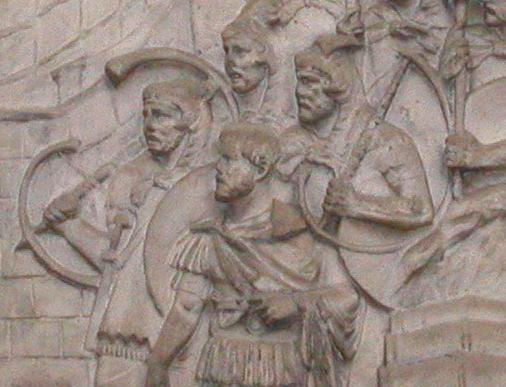
Римские букинаторы (горнисты)

## Текст пьедестала
Понятие «Римское капитальное письмо» неразрывно связано с надписью на пьедестале Траяновой колонны. 
| Латинский текст | Перевод |
| --- | --- |
| senatvs popvlvsqve romanvs imp. caesari divi nervae f. nervae traiano avg. germ. dacico pontif. maximo trib. pot. XVII imp. VI cos VI p.p. ad declarandvm qvantae altivdinis mons et locvs tant<is oper>ibvs sit egestv | Сенат и народ римский [воздвигли эту колонну] Императору Цезарю Нерве Траяну Августу, сыну божественного Нервы, Германскому, Дакийскому, Великому Понтифику, наделённому властью народного трибуна в 17-й раз, Императору в 6-й раз, Консулу в 6-й раз, Отцу Отечества, для того, чтобы было видно, какой высоты холм был срыт, чтобы освободить место для возведения этих столь значительных сооружений |